# Juanes MTV Unplugged
Juanes MTV Unplugged je šesté album vydal zpěvák a skladatel Juanes, a první album nahráno zcela živě. Její datum vydání je naplánováno na 29. května 2012.1 je zaznamenána 1. února tohoto roku v Miami, byla Velká States.2 výroby alba vedl skladatel Juan Luis Guerra a zúčastnilo se jí Joaquín Sabina a Paula Fernandes v escenario.3 První singl z produkce byl propuštěn 05.3.2012 a skládá se z unreleased písně zaznamenané během koncertu s názvem "La Señal".

## Seznam skladeb
- "Fíjate Bien" Juanes
- "La Paga" Juanes
- "Nada Valgo Sin Tu Amor" Juanes
- "Es Por Tí" Juanes
- "Todo en Mi Vida Eres Tú" Juanes
- "A Dios le Pido" Juanes
- "Hoy Me Voy" (featuring Paula Fernandes) Juanes
- "Volverte a Ver" Juanes
- "La Camisa Negra" Juanes
- "Azul Sabina" (featuring Joaquín Sabina)
- "Para Tu Amor"
- "La Señal" Juanes 3:42
- "Me Enamora" Juanes
- "Odio por Amor"

## Singly
- La Señal
- Todo en mi vida eres tú
- Azul Sabina